# JAXM
JAXM (JAVA XML Messaging) est l'API Java pour la messagerie XML qui fournit une méthode d'accès standard à la messagerie SOAP en Java. JAXM supporte une messagerie synchrone ou asynchrone.
Dans le cas d'une messagerie asynchrone, un client JAXM a recours à un fournisseur JAXM qui doit se conformer à la spécification, et gère pour le client, toute la complexité de l'acheminement des messages XML.
Le composant client, qui envoie ou reçoit des messages SOAP via le fournisseur JAXM, doit résider dans un conteneur d'applications web ou EJB.